# Alfonso Cabeza
Alfonso Cabeza Borque (Bubierca, 9 novembre 1939) è un medico spagnolo, noto per essere stato il 23º presidente dell'Atlético Madrid, dal 1980 al 1982.

## Biografia
Alfonso Cabeza è nato a Bubierca, nella Provincia di Saragozza, e si è laureato in medicina. Ha esercitato come medico forense ed è stato direttore degli ospedali universitari La Paz e 12 de Octubre, entrambi situati a Madrid.
Il 24 luglio del 1980 è stato eletto presidente dell'Atlético Madrid, pur essendo l'unico candidato con i requisiti legali per occupare tale posizione, vincendo le elezioni indette in seguito alle dimissioni di Vicente Calderón un mese prima. La sua è stata una presidenza ricordata per lo più a causa delle accese polemiche contro la Federazione calcistica della Spagna, che lo hanno portato nel 1981 a una squalifica di un mese e nel 1982 a sedici mesi. Cabeza si fece molti nemici durante la sua presidenza, tant'è che nella stagione 1980-81 l'Atlético perse il campionato in maniera inspiegabile e con molti errori arbitrali a suo sfavore tanto da far sospettare che non si volesse far vincere la squadra madrilena. La seconda squalifica ricevuta, a causa di pesanti dichiarazioni nei confronti dei rivali del Real Madrid, l'ha portato poi a rassegnare le dimissioni da presidente dei Colchoneros.